# François Cupis de Camargo
François Cupis de Camargo   (Brussel·les, 10 de març de 1719 - París, 1764) fou un violinista i compositor belga. Era germà de la ballarina Marie Anne Cupis de Camargo i del violinista Jean-Baptiste de Cupis de Camargo. El seu fill fou el violoncel·lista Jean Baptiste Cupis de Camargo (le jeune)
Francois Cupis de Camargo va treballar com a violinista a la Gran Òpera de París des de 1741. De 1734 a 1738 va publicar tres llibres de sonates per a violí amb baix continu.